# Carl Sibbern
Carl Sibbern, född den 11 april 1809 på Vernekloster i Rygge, död den 17 maj 1880 på Carlberg i Rygge, var en norsk ämbetsman och stortingsman, son till statsrådet Valentin C. W. Sibbern. 
Sibbern gick på Kristiania katedralskola från 1823, blev student 1828 och tog juridisk ämbetsexamen i december 1832. År 1833 började han som kopist i Revisionsdepartementet, där han blev tillförordnad fullmäktig 1836. Från 1837 var han fullmäktig vid statsrådsavdelingens kansli i Stockholm, innan han blev fogde i Jarlsberg 1847.
Åren 1846–1847 och 1851 var han en tid tillförordnad amtmand i Smaalenene, och 1855 blev han utnämnd till ämbetet, som han behöll till sin död. Han representerade Smaalenenes amt på alla storting 1857–1869.